# Millingen aan de Rijn
Millingen aan de Rijn és un poble de Berg en Dal i antic municipi de la província de Gelderland, al centre-oest dels Països Baixos. L'1 de gener del 2009 tenia 5.848 habitants repartits sobre una superfície de 10,32 km² (dels quals 1,6 km² corresponen a aigua). Limita al nord-oest amb Lingewaard, al nord-est amb Rijnwaarden, a l'oest amb Ubbergen, al sud-oest amb Kranenburg i al sud-est amb Kleef.

## Administració
El consistori consta d'11 membres, compost per:
- Partit del Treball, (PvdA) 5 regidors
- GJS, 2 regidors
- CDA, 2 regidors
- VVD, 1 regidors
- Onafhankelijke Partij Millingen, 1 regidor

## Galeria d'imatges

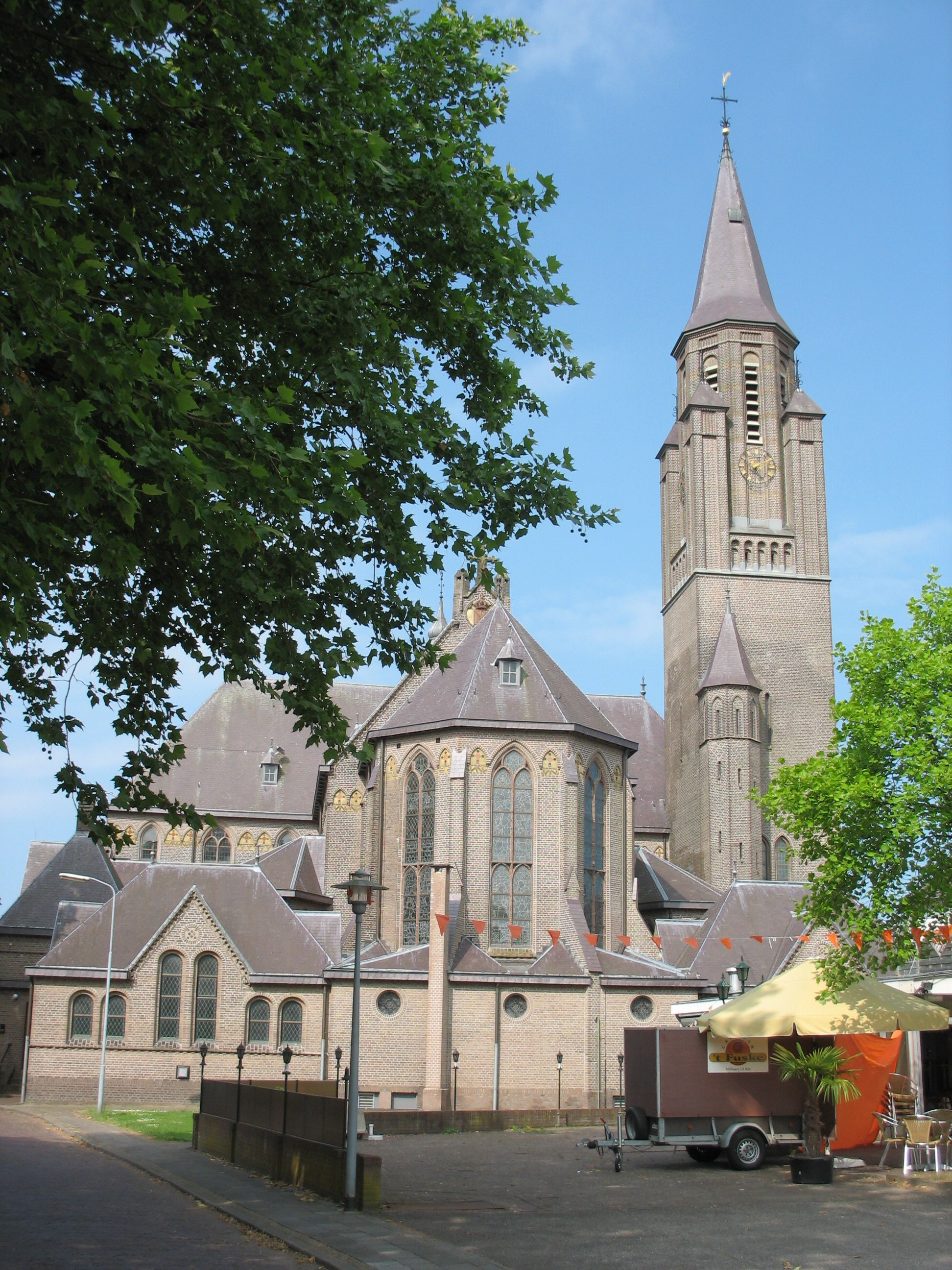
Església Sint Antonius